# قصر الجوين
قصر الجوين هو حصن حدودي روماني يقع في محافظة الكرك، الأردن. بُني الحصن في القرن الثاني الميلادي كجزء من الحدود الصحراوية للإمبراطورية الرومانية.